# Margaux Rouvroy
Margaux Rouvroy (Croissy-Beaubourg, 22 de marzo de 2001) es una tenista francesa.

## Carrera
Rouvroy debutó en el WTA Tour en 2023 en el 125 de Saint-Malo, en singles y dobles junto a Émeline Dartron. En el torneo individual perdió en primera ronda contra Katie Volynets y en el torneo de dobles vencieron a Chloé Paquet y Clara Burel, pero perdieron contra Ulrike Eikkeri y Eri Hozumi en cuartos de final. Después participó en el 125 de Limoges, donde cayó en primera ronda contra McCartney Kessler.
En 2024 disputó el 125 de Ruan, pero perdió en primera ronda ante Tímea Babos. Su siguiente participación fue en el 125 de Saint-Malo, donde jugó el torneo de singles y dobles junto a Astrid Lew Yan Foon. En el torneo individual perdió contra Peyton Stearns en primera ronda y en dobles perdió en primera ronda contra Jessika Ponchet y Sofya Lansere. Luego jugó el 125 de Contrexéville en el torneo individual y en el torneo de dobles junto a Carole Monnet. En el torneo individual venció a Francisca Jorge en primera ronda, a Diana Martynov y perdió en cuartos de final contra Gao Xinyu y en dobles derrotó a Yvonne Cavalle Reimers y Yuliana Lizarazo en cuartos de final y perdió en semifinales contra Oksana Kaláshnikova y Iryna Shymanovich.
Ganó su primer título WTA, en dobles junto a Elsa Jacquemot, en el 125 de Limoges 2024. En cuartos de final derrotaron a Yekaterina Aleksándrova y Yana Sizikova, en semifinales a Quinn Gleason y Kimberley Zimmermann y vencieron en la final a Erika Andreeva y Séléna Janicijevic.